# All Fired Up (album)
All Fired Up è il secondo album in studio dei Fastway pubblicato nel 1984 per l'Etichetta discografica CBS Records.

## Tracce
1. All Fired Up (Fastway) - 2:43
2. Misunderstood (Fastway) - 3:22
3. Steal the Show (Fastway) - 3:38
4. Station (Fastway) - 2:56
5. Non Stop Love (Clarke, King, Shirley) - 4:52
6. Hurtin' Me (Fastway) - 4:30
7. Tell Me (Fastway) - 3:50
8. Hung Up on Love (Fastway) - 3:27
9. Stranger (Fastway) - 4:11
10. Telephone (Fastway) - 4:20
11. If You Could See (Clarke, King, Shirley) - 4:36

## Formazione
- Dave King - voce
- "Fast" Eddie Clarke - chitarra
- Charlie McCracken - basso
- Jerry Shirley - batteria